# Зубицкий, Владимир Давыдович
Владимир Давыдович Зубицкий (род. 12 апреля 1954) — советский и российский деятель культуры, промоутер, Заслуженный работник культуры России (2009), президент группы компаний «Русский шоу-центр», входящей в объединённую группу компаний SAV Entertainment, исполнительный директор ассоциации концертно-театральных и билетных организаций (КТиБО).

## Биография

### Кемерово. Карьера музыканта
Родился в 1954 году в Кемерове. В школьные годы проявил интерес к игре на барабанах и в 1969 году пошёл в кружок при Доме пионеров в Кемерове.
После окончания средней школы в 1971 году поступил в Кемеровское музыкальное училище по классу ударных инструментов. К моменту поступления в училище уже активно играл в джазовых ансамблях. Училище не окончил, проучившись там полтора года, однако исполнительско-концертную деятельность не прекратил.
В 1974 году поступил в Кемеровский государственный институт культуры на специальность «Дирижер-руководитель эстрадно-духовых оркестров». Уже со второго курса начал преподавать по классу ударных инструментов в том же самом институте, а также Кемеровском музучилище и одной из музыкальных школ города, одновременно выступая в джазовых оркестрах.
В частности, выступал в составе джазового оркестра производственного объединения «Азот», с которым в 1977 году принял участие в первом джазовом фестивале в Новосибирске «Академгородок-77», где познакомился с Сергеем Курёхиным и со многими другими знаменитыми советскими джазовыми музыкантами.
Организовал квартет Владимира Зубицкого — коллектив, исполнявший джаз, активно концертировавший с 1980 по 1988 год.
С 1986 год по 1991 работал в Симфоническом оркестре Кузбасса (Кемерово) — вначале как рядовой музыкант, затем как концертмейстер группы ударных. Постепенно начал брать на себя больше административной работы, и с 1989 года стал директором оркестра.
В 1989 году знакомится с пианистом, дирижёром и композитором Константином Орбеляном, приехавшим в Кемерово с гастролями. В дальнейшем их связало плодотворное сотрудничество.
В 1991 году полгода проработал в Сочи директором Государственного городского квартета имени Рахманинова.
Вернувшись в Кемерово, в 1991 году занял должность заместителя директора Государственной филармонии Кузбасса, а уже в 1996-м стал её директором.

### Москва. Концертный промоутер
В 1997 году Зубицкий переехал в Москву, где совместно с Виталием Богдановым («Русское радио», Российская медиагруппа, «Мультимедиа Холдинг») основал компанию «Русская филармония». Дружба между ними завязалась намного раньше, ещё в Кемерове в 70-х годах (Виталий Богданов был участником одного из ансамблей Владимира Зубицкого, играл на бас-гитаре).
В 2000 году компания «Русская филармония» была преобразована в «Русский шоу-центр». В феврале 2000 года «Русский Шоу-центр» объединяется с SAV Entertainment, концертной компанией, которая была основана ещё в 1987 году Н. Ю. Соловьёвой и Е. Б. Болдиным. Таким образом образуется крупнейшая отечественная промоутерская компания. Несколько лет Зубицкий, Соловьёва и Болдин втроём возглавляли группу компаний.
В 2004 году — советник вице-губернатора Кемеровской области по вопросам культуры, помощник депутата Госдумы РФ и советник члена Совета Федерации.
В настоящий момент[когда?] Зубицкий является президентом группы компаний «Русский Шоу-Центр», входящей в объединённую группу компаний SAV Entertainment. На её счету — концерты самых ярких звёзд мировой эстрады, рока и классической музыки, среди которых Paul McCartney, Elton John, Sting, Depeche Mode, U2, Justin Timberlake, Leonard Cohen, Tina Turner, Sade, Whitney Houston, Joe Cocker, Luciano Pavarotti, Diana Ross, Eric Clapton, David Bowie, Julio Iglesias, Mariah Carey, Cher, Jennifer Lopez, Lana Del Rey, Britney Spears, Shakira, Metallica, Black Sabbath, Green Day, Iron Maiden, Roger Waters, Aerosmith, Deep Purple, KISS, Scorpions, Red Hot Chili Peppers, Prodigy, Linkin Park, 30 Seconds to Mars, Ozzy Ozbourne, Judas Priest, Robbie Williams, Phil Collins, Bob Dylan, Carlos Santana, Bryan Ferry, Roxette, Duran Duran, Bryan Adams, Tom Jones, Gary Moore, Yes, Vanessa Mae, Offspring, Pet Shop Boys, Robert Plant, Mark Knopfler, The Cure, HIM, Emma Shapplin, Charles Aznavour, Patricia Kaas, Ricky Martin, Kylie Minogue, Amy Winehouse, Lenny Kravitz, Gipsy Kings, Sara Baras, Joaquin Cortes, 50 CENT, Faithless, Jamiroquai, Regina Spector, Paul Young, ZZ Top, Massive Attack, Bjork, Geri Halliwell, Whitesnake, George Benson, Def Leppard, Black Eyed Peas, Natalie Imbruglia, KoRn, Garbage, Foo Fighters, PINK, Earth, Gregorian, Lord Of the Dance, Natalie Cole, Riverdance, Simple Plan и многие другие.
С сентября 2020 года Зубицкий является исполнительным директором Ассоциации концертно-театральных и билетных организаций (КТиБО).

### «Ты прав!»
В 1999 году был одним из организаторов широкомасштабного тура «Ты прав!» в рамках предвыборной кампании блока «Союз правых сил». Во время этого тура произошли две очень важных встречи: именно тогда произошло знакомство с Надеждой Юрьевной Соловьёвой, основным деловым партнёром Зубицкого на протяжении почти 20 лет и по настоящее время. Там же он встретился с режиссёром Андреем Сычёвым — с ним Зубицкий по сей день ежегодно сотрудничает в проведении «Золотого граммофона», где выступает организатором и постоянным руководителем более 20 лет.

### «Песни военных лет»
В 2003—2005 годах с Дмитрием Хворостовским и Константином Орбеляном Зубицкий воплотил проект «Песни военных лет», концерты которого прошли на Красной площади (2003), Государственном Кремлёвском дворце (2004); в 2005 году проект был воплощён в виде тура по городам-героям России, который финишировал концертом на Дворцовой площади Санкт-Петербурга.
Впоследствии Зубицкий в течение многих лет представлял Дмитрия Хворостовского на территории России и стран СНГ, в частности, в 2006 году организовал концерт прославленного баритона и Рене Флеминг в Большом зале Консерватории, открывший серию «Дмитрий Хворостовский and friends».
За проект «Песни военных лет» Зубицкий получил национальную профессиональную премию Showtek Awards за 2005 год в номинации «Тур-менеджер», а в 2009 году удостоен почётного звания «Заслуженного работника культуры Российской Федерации» (награждение проводил Президент Российской Федерации Д. А. Медведев).

### На Красной площади
Среди мероприятий, организованных Зубицким, отдельное место занимают концерты на Красной площади, где прошли выступления Пола Маккартни, Роджера Уотерса, Дмитрия Хворостовского, Лучано Паваротти, Хосе Каррераса, юбилей «Машины Времени», Scorpions, фестиваль «Красное лето» с участием Димы Билана, Тату, Black Eyed Peas. На Васильевском спуске были проведены благотворительная акция Live 8 и концерт группы Linkin Park.
Концерт Пола Маккартни на Красной площади Зубицкий до сих пор сих пор считает одним из самых ярких в своей карьере, наряду с концертом U-2 в Лужниках в 2010 году.

## Преподавательская деятельность
Преподавал в Московском институте рекламы, туризма, шоу-бизнеса (МИРТШБ).
Читает курс «Менеджмент в музыкальном бизнесе и индустрии развлечений» в Бизнес-школе RMA.

## Признание
Лауреат 5 всесоюзных джазовых фестивалей;
Обладатель награды «Овация» за лучшую концертную программу;
Лауреат национальной профессиональной премии Showtek Awards за 2005 год в номинации «Тур-менеджер» за проект «Песни военных лет»;
Обладатель почётного звания «Заслуженного работника культуры Российской Федерации» (присвоено 20 мая 2009 года Президентом России Д. А. Медведевым).

## Семья
Женат, двое детей.